# Exocentrus pseudopunctipennis
Exocentrus pseudopunctipennis là một loài bọ cánh cứng trong họ Cerambycidae.